# کولوملایان
کولوملایان (نام علمی: Columelliaceae) نام یک تیره از راسته گل‌سرخ‌سانان است.